# Znachor (film 1981)
Znachor – polski melodramat filmowy z 1981 roku w reżyserii Jerzego Hoffmana, zrealizowany na podstawie powieści pod tym samym tytułem z 1937 roku autorstwa Tadeusza Dołęgi-Mostowicza. Była to druga filmowa ekranizacja książki po przedwojennej wersji z 1937 roku w reżyserii Michała Waszyńskiego.
W 2023 roku film został poddany cyfrowej rekonstrukcji.

## Fabuła
Film składa się z dwóch części o odrębnych podtytułach: Antoni Kosiba i Maria Jolanta Wilczur. Pierwszą część otwiera scena operacji dokonywanej przez profesora Rafała Wilczura (Jerzy Bińczycki), najsłynniejszego polskiego kardiochirurga lat 30. XX wieku, oraz jego asystenta – docenta Dobranieckiego (Piotr Fronczewski). Po operacji profesor pośpiesznie opuszcza klinikę, by świętować z żoną ósmą rocznicę ślubu. Jednak po przybyciu do swojej posiadłości nie zastaje żony, a jedynie list pożegnalny od niej. W liście wyznaje ona, że nie potrafiła dłużej znieść jego sławy, nie czuje się go godna i wyjeżdża wraz z ich ukochaną córką Marysią. Prosi także męża, by nie próbował jej szukać. Profesor Wilczur powodowany smutkiem opuszcza swoją posiadłość i udaje się na spacer bez celu, podczas którego spotyka Samuela Obiedzińskiego (Jerzy Trela), żebraka i pijaka, który prosi o wsparcie „na hipotekę polskiego monopolu spirytusowego”. Profesor daje mu wszystkie drobne, za co ten z wdzięczności zaprasza go do wspólnego picia. W barze jego zasobność zostaje dostrzeżona przez innych bywalców baru. Pijany profesor zostaje przez nich wywieziony w pole, ograbiony ze swego dobytku i pobity. W wyniku pobicia traci pamięć.
Następnie profesor Wilczur zostaje włóczęgą. Ponieważ nie ma dokumentów ani nie wie, kim jest, pozostaje na marginesie prawa. Zostaje zatrzymany i skazany kilkakrotnie za włóczęgostwo. Podczas jednego z zatrzymań kradnie z biura, w którym spisują go jako więźnia, dokumenty Antoniego Franciszka Kosiby. Posługując się tym nazwiskiem, od tej pory przyjmuje kolejne prace. Podczas tułaczki za pracą trafia pod dach Prokopa (Bernard Ładysz), który zatrudnia go jako robotnika w młynie. Poznaje też syna Prokopa, Wasylka (Artur Barciś), który w wyniku upadku z drabiny i następnie źle zrośniętych kości po złamaniu nóg, nie mógł chodzić. Od parobka w młynie dowiaduje się, że podobno nad dziećmi Prokopa ciąży przekleństwo, gdyż ten „puścił rodzonego brata z torbami”. Kosiba podejmuje się przeprowadzenia operacji Wasylka, podczas której ponownie łamie mu kości i prawidłowo je nastawia. Uleczając kalekę, zyskuje sławę jako znakomity znachor. Potrzebne przybory, narzędzia i opatrunki medyczne zakupuje w miejscowym sklepie, w którym sprzedaje dziewczyna Marysia, która Kosibie wydaje się znajoma, lecz wobec utraty pamięci nie potrafi jej skojarzyć. Zakochuje się w niej hrabia Leszek Czyński (Tomasz Stockinger), który oświadcza się jej. Jednakże oboje ulegają wypadkowi na motocyklu, spowodowanemu przez kierowanego zazdrością i zemstą Zenka (Piotr Grabowski). Oboje są w ciężkim stanie, a pomocy udziela im Kosiba. Rodzice hrabiego zabierają syna, a ich lekarz Pawlicki pozostawia bez pomocy będącą w gorszym stanie Marysię, uznając jej przypadek za beznadziejny. Kosiba decyduje się wykonać operację ratującą życie dziewczyny. Potrzebne do zabiegu narzędzia chirurgiczne kradnie Pawlickiemu, miejscowemu lekarzowi i przeprowadza udanie trepanację czaszki. W tym czasie rodzice zabierają młodego hrabiego do szpitala i informują, że Marysia zmarła. Hrabia wyjeżdża na rekonwalescencję z Polski. Marysia powoli odzyskuje zdrowie. 
Hrabia Czyński wraca do Polski i planuje popełnić samobójstwo na grobie Marysi. Wychodząc z domu oddaje list pożegnalny lokajowi Franciszkowi. Jednocześnie pyta go o miejsce pochówku Marysi. Zaskoczony Franciszek informuje hrabiego, że jego ukochana żyje, ma się dobrze i mieszka w młynie. Czyński gna powozem pełnym ściętych róż do młyna. Rodzice Czyńskiego przerażeni listem samobójczym syna akceptują Marysię jako synową. Kosiba za uprawianie znachorstwa i kradzież zostaje skazany na 3 lata więzienia. Wdzięczna Kosibie para zatrudnia adwokata, który sprowadza profesora Dobranieckiego jako biegłego w ponownym procesie. Profesor Dobraniecki stwierdza, iż wszystkie zabiegi wykonane przez Kosibę zostały wykonane zgodnie ze sztuką lekarską. Po wezwaniu na świadka Marysi, która przedstawia się z imienia i nazwiska, Dobraniecki rozpoznaje w znachorze profesora Rafała Wilczura, od lat uznanego za zaginionego, zaś on sam pojmuje, że Marysia jest jego córką. Dzięki takiemu obrotowi sprawy znachor zostaje uwolniony i oczyszczony ze stawianych mu zarzutów.

## Obsada
Źródło: Filmpolski.pl

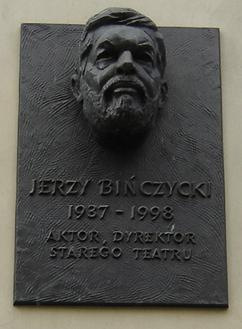
Tablica pamiątkowa upamiętniająca aktora Jerzego Bińczyckiego

- Jerzy Bińczycki – prof. Rafał Wilczur / Antoni Kosiba
- Anna Dymna –
  - Maria Jolanta Wilczur,
  - Beata Wilczur
- Tomasz Stockinger – hrabia Leszek Czyński
- Bernard Ładysz – młynarz Prokop
- Piotr Grabowski – Zenek
- Artur Barciś – Wasylko
- Bożena Dykiel – Sonia
- Stefan Paska – Witalis
- Igor Śmiałowski – hrabia Czyński
- Maria Homerska – hrabina Czyńska
- Andrzej Kopiczyński – dr Pawlicki
- Piotr Fronczewski – prof. Dobraniecki
- Irena Burawska – żona Prokopa
- Irina Pieskowa – Olga
- Jerzy Trela – Samuel Obiedziński
- Gustaw Lutkiewicz – przodownik policji
- Andrzej Szalawski – przewodniczący sądu
- Arkadiusz Bazak – prokurator
- Tadeusz Kożusznik – lokaj Franciszek
- Włodzimierz Adamski – kompan Zenka
- Genowefa Korska
- Remigiusz Rogacki
- Jerzy Braszka
- Henryk Dudziński

## Produkcja

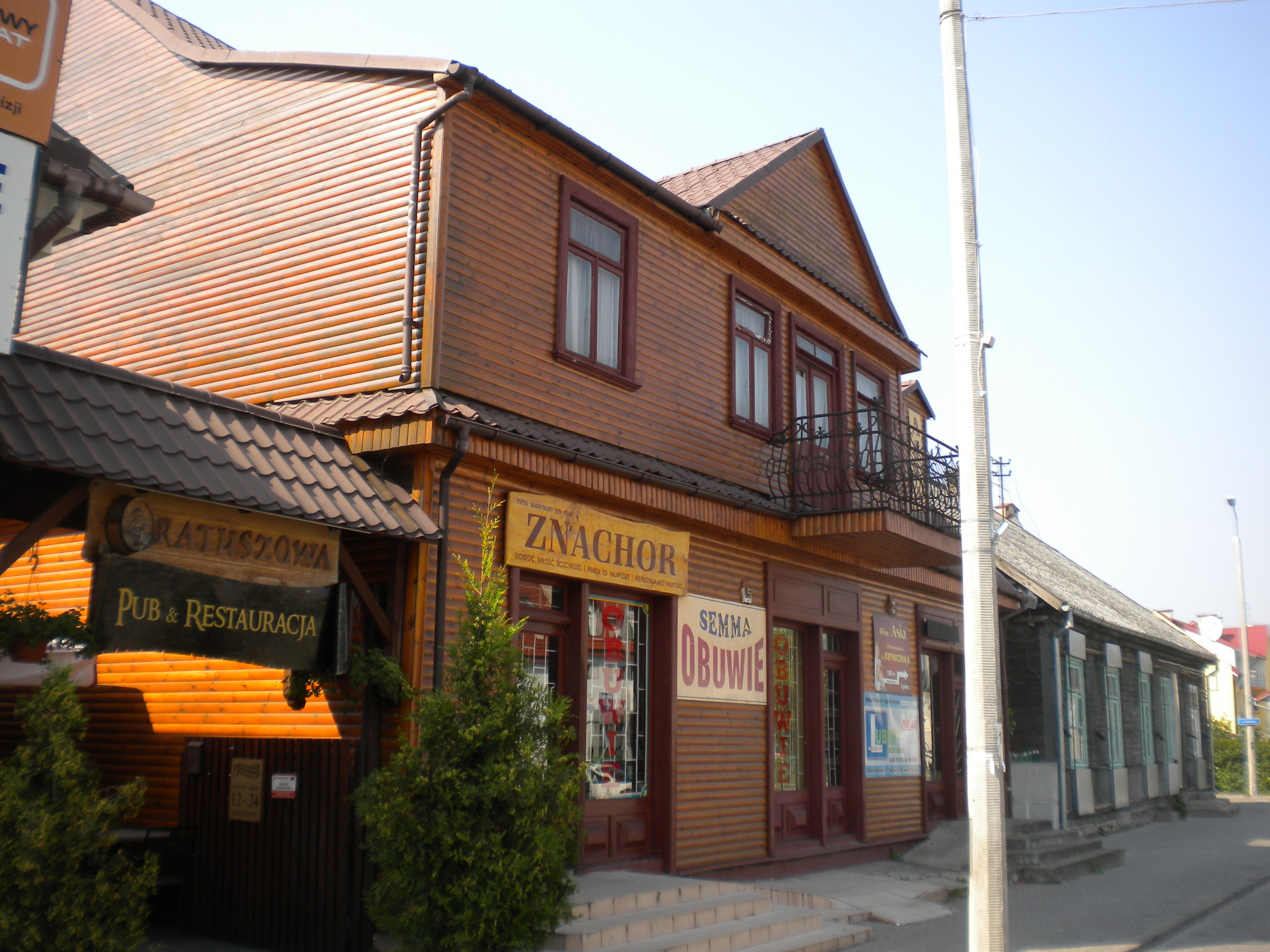
Dom w Bielsku Podlaskim, gdzie kręcono część zdjęć (2011)

Reżyser filmu, Jerzy Hoffman, zainteresował się adaptacją powieści Tadeusza Dołęgi-Mostowicza jako kolejny filmowiec po Michale Waszyńskim, znanym z dwóch ekranizacji losów profesora Wilczura. Główną rolę Hoffman powierzył Jerzemu Bińczyckiemu. Natomiast postać Prokopa ucieleśnił Bernard Ładysz, który opanował zabużański akcent charakterystyczny dla Kresów Wschodnich. Film ilustrowała emocjonalna muzyka Piotra Marczewskiego, a operatorem filmu Hoffman mianował Jerzego Gościka, który często na planie posługiwał się transfokacjami.
Zdjęcia do filmu kręcono w następujących lokacjach:
- Bielsk Podlaski,
- Radziejowice (pałac, staw w parku przypałacowym),
- Skolimów w Konstancinie-Jeziornie (młyn wodny),
- Piekary,
- Łódź (budynek Sądu Okręgowego),
- Warszawa (pałac Sobańskich w Alejach Ujazdowskich),
- Kamion (skarpa nad rzeką Rawką)[1].
- Tartak Brzózki  w gminie Radziejowice   (drewniane młyn i młynarzówka w Hamerni nad Pisią Gągoliną)[1]. Przybycie Antoniego  Kosiby do młynarza Prokopa i większość scen na podwórku i na ganku młynarzówki. Obecnie budynki i siedlisko już nie istnieją.

## Odbiór
Znachor był olbrzymim sukcesem kasowym. Według ustaleń Emila Sowińskiego film Hoffmana zgromadził w kinach około 5,7 miliona widzów. W chwili premiery krytycy traktowali Znachora pobłażliwie. Jerzy Płażewski w recenzji dla „Rzeczpospolitej” pisał: „Hoffman jest jednym z dwóch-trzech polskich reżyserów, który bez żenady dąży do sukcesu kasowego […]. Nie widzę w takim nastawieniu nic zdrożnego”. Bożena Janicka, pisząc dla magazynu „Film”, nazwała film Hoffmana „baśnią bardzo specjalną, wschodnioeuropejską w dawnym rozumieniu tego słowa”.
Zdaniem Odysa Korczyńskiego z portalu Film.org.pl jedyną zaletą Hoffmanowskiej adaptacji Znachora jest rola Jerzego Bińczyckiego: „Żaden inny aktor w tym właśnie filmie Hoffmana nie skradł tak swoją postacią uwagi widzów, na szczęście dla całości produkcji, która jest raczej nieskomplikowaną i dość płytko zaprezentowaną historią, miejscami aż nazbyt specjalnie łzawą pod publiczkę”. Kalina Mróz z „Gazety Wyborczej” pisała, że po latach trudno „dać wiarę udanym operacjom przeprowadzanym przez Wilczura po kilkunastu latach bez praktyki. Rażą naiwne zbiegi okoliczności i przesłodzone zakończenie” .
Zwolennicy filmowego Znachora uzasadniali z kolei jego powodzenie wśród publiczności „dobrocią i ciepłem” . Alicja Cembrowska z portalu NaTemat.pl uznawała, że reżyser „zrealizował tak zwany comfort movie. Produkcję, którą włączamy, gdy nam smutno, źle i zimno. Gdy chcemy przypomnieć sobie, jak ważna jest miłość. I bycie dobrym. I uczciwym” .
Obraz ten uzyskał miano dzieła „kultowego” – od momentu premiery regularnie był emitowany w polskich stacjach telewizyjnych .
Znachor spotkał się z bardzo dobrym przyjęciem w innych krajach byłego bloku wschodniego, m.in. został wręcz kultowo przyjęty w Wietnamie, a polski  konserwator zabytków Kazimierz Kwiatkowski z Lublina, prowadzący rekonstrukcję i konserwację Zakazanego Miasta w Huế, starej części miasta Hội An oraz ruin świętego miasta Czamów - Mỹ Sơn, przypominający fizycznie postać doktora Wilczura, otrzymał tam przydomek Znachor Tradycyjna medycyna chińska.